# Kochasz?
Kochasz? (zapis stylizowany: KOCHASZ?) – pierwszy singel polskiego piosenkarza Sobla z jego trzeciego albumu studyjnego, zatytułowanego Napisz jak będziesz. Singel został wydany 26 grudnia 2024.
Kompozycja znalazła się na 3. miejscu listy OLiA, najczęściej odtwarzanych utworów w polskich rozgłośniach radiowych. Nagranie otrzymało w Polsce status podwójnie platynowego singla, przekraczając liczbę 100 tysięcy sprzedanych kopii.

## Geneza utworu i historia wydania
Utwór napisali i skomponowali Szymon Sobel, Szymon Frąckowiak i Nadim Akkash, którzy również odpowiadają za produkcję utworu.
Singel ukazał się w formacie digital download 26 grudnia 2024 w Polsce za pośrednictwem wytwórni płytowej Def Jam Recordings w dystrybucji Universal Music Polska. Piosenka została umieszczona na trzecim albumie studyjnym Sobla – Napisz jak będziesz.

## „Kochasz?” w stacjach radiowych
Nagranie było notowane na 3. miejscu w zestawieniu OLiA, najczęściej odtwarzanych utworów w polskich rozgłośniach radiowych.

## Teledysk
Do utworu powstał teledysk w reżyserii samego piosenkarza i Alexa Pak, który udostępniono 27 grudnia 2024 za pośrednictwem serwisu YouTube.

## Lista utworów
- Digital download[2]

1. „Kochasz?” – 2:32

## Notowania

### Pozycje na listach sprzedaży
| Kraj   | Lista (2024–25)          | Najwyższa pozycja |
| ------ | ------------------------ | ----------------- |
| Polska | Billboard Poland Songs   | 1                 |
| Polska | OLiS – single w streamie | 1                 |

### Pozycja na liście airplay
| Kraj   | Lista (2024–25)                | Najwyższa pozycja |
| ------ | ------------------------------ | ----------------- |
| Polska | OLiS – oficjalna lista airplay | 3                 |

## Certyfikaty
| Kraj          | Certyfikat         | Sprzedaż |
| ------------- | ------------------ | -------- |
| Polska (ZPAV) | 2× platynowa płyta | 100 000+ |